# Chaenusa punctulata
Chaenusa punctulata är en stekelart som beskrevs av Burghele 1960. Chaenusa punctulata ingår i släktet Chaenusa och familjen bracksteklar. Inga underarter finns listade i Catalogue of Life.